# Akademie von Mangana
Die Akademie von Mangana war eine Universität für Philosophie und Rechtswissenschaften in Konstantinopel im Mangana-Viertel.

## Geschichte
Die Akademie von Mangana wurde im Jahre 1045 als Hochschule für Philosophie und Rechtswissenschaften im Kloster des Heiligen Georg von Mangana quasi neben dem Kaiserpalast gegründet. Die Akademie besaß eine umfangreiche Bibliothek. Ein Hospital war der Akademie angeschlossen. Die Akademie diente sowohl westeuropäischen als auch orientalischen bzw. kaukasischen Akademien als Vorbild. Mit der Akademie unterstrich das Byzantinische Reich seinen geistigen Führungsanspruch in der Region.
Nach der Eroberung Konstantinopels durch die Osmanen im Jahr 1453 wurden das St. Georgskloster und die Akademie zerstört. Das Skriptorium des Klosters fertigte bekannte Codices an.
- Codex 509 der Nationalbibliothek Athen
- Codex 12 des Stavroniketa Klosters auf dem Athos, 14. Jh.
- Codex 121 des Esphigmenou Klosters auf dem Athos
- Codex 111,8 der Eskorial-Bibliothek, Ende des 12. Jh.
- Codices Vat. gr.  568, 676 aus dem 11.–12. Jh.
- Codex Oxford Clark 37,  1270

## Akademien, die nach dem Vorbild der Akademie von Mangana gegründet wurden
- Universität von Bologna, Italien
- Akademie von Gelati, Georgien
- Akademie von Ikalto, Georgien

## Bekannte Professoren
- Joasaph (1347–1354), Mönch, Theologe und Historiker (zuvor Kaiser  Johannes VI.)

## Bekannte Schüler
- Johannes Petrizi
- Arsen Ikaltoeli